# Fuker András (orvos)
Fuker András (Gnézda, 1813 körül – ?) magyar orvosdoktor, szemész.

## Élete és munkássága
Fuker András 1813 körül született. Az akkor Szepes vármegyéhez tartozó Gnézda községből származott, és szemészorvosként tevékenykedett. Egyetemi tanulmányait Pesten végezte el, itt adták egyetlen munkáját, amely nyomtatásban is megjelent. A mű egyben az akkori orvostanhallgató doktori disszertációjának is számított, és Dissertatio inauguralis medica de influxu lucis chemico-physiologico, quam… pro  consequendo doctoris medicinae gradu in… Regia Scientiarium Universitate Hungarica publicae eruditorum disquisitioni submittit Andresa Fuker cím alatt jelent meg. Az 1837-ben Landerer Lajos pesti nyomdájában megjelentetett 38 oldalas munka azért is kiemelkedő jelentőségű, mert a legelső helioterápiás témájú orvosi disszertációnak számít Magyarországon. Halálának körülményei ismeretlenek. Szinnyei József (1830–1913) bibliográfus Magyar írók élete és munkái című életrajzi jellegű forrásmunkájában mint „orvosdoktort” említi.